# Ali Sabieh
Ali Sabieh (tiếng Somalia: Cali Sabiix, tiếng Ả Rập: علي صبيح) là thành phố lớn thứ hai ở Djibouti. Nó nằm cách thành phố Djibouti khoảng 98 km và cách biên giới với Ethiopia 10 km về phía bắc. Ali Sabieh nằm trên một bồn địa rộng được bao quanh bởi những ngọn núi đá granit. Địa danh nổi tiếng núi Ali Sabieh nằm gần thành phố.

## Khí hậu
Ali Sabieh oi bức vào mùa hè và rất ấm áp vào mùa đông. Có hai mùa mưa: mùa đầu tiên kéo dài từ tháng 3 đến tháng 4 và mùa thứ hai từ tháng 7 đến tháng 9. Từ tháng 11 đến tháng 3, thành phố trải qua mùa đông ấm áp. Nó nóng lên từ tháng 6 đến tháng 10, mặc dù ban đêm lạnh hơn.
| Dữ liệu khí hậu của Ali Sabieh                              | Dữ liệu khí hậu của Ali Sabieh | Dữ liệu khí hậu của Ali Sabieh | Dữ liệu khí hậu của Ali Sabieh | Dữ liệu khí hậu của Ali Sabieh | Dữ liệu khí hậu của Ali Sabieh | Dữ liệu khí hậu của Ali Sabieh | Dữ liệu khí hậu của Ali Sabieh | Dữ liệu khí hậu của Ali Sabieh | Dữ liệu khí hậu của Ali Sabieh | Dữ liệu khí hậu của Ali Sabieh | Dữ liệu khí hậu của Ali Sabieh | Dữ liệu khí hậu của Ali Sabieh | Dữ liệu khí hậu của Ali Sabieh |
| Tháng                                                       | 1                              | 2                              | 3                              | 4                              | 5                              | 6                              | 7                              | 8                              | 9                              | 10                             | 11                             | 12                             | Năm                            |
| ----------------------------------------------------------- | ------------------------------ | ------------------------------ | ------------------------------ | ------------------------------ | ------------------------------ | ------------------------------ | ------------------------------ | ------------------------------ | ------------------------------ | ------------------------------ | ------------------------------ | ------------------------------ | ------------------------------ |
| Trung bình ngày tối đa °C (°F)                              | 25.6 (78.0)                    | 26.1 (79.0)                    | 26.8 (80.2)                    | 27.4 (81.3)                    | 29.3 (84.8)                    | 33.4 (92.2)                    | 36.1 (96.9)                    | 35.7 (96.2)                    | 31.7 (89.0)                    | 27.6 (81.6)                    | 26.3 (79.4)                    | 26.1 (79.0)                    | 29.3 (84.8)                    |
| Trung bình ngày °C (°F)                                     | 20 (68)                        | 22 (72)                        | 24 (75)                        | 25 (77)                        | 27 (81)                        | 28 (82)                        | 30 (86)                        | 28 (82)                        | 27 (81)                        | 25 (77)                        | 23 (73)                        | 21 (70)                        | 25 (77)                        |
| Tối thiểu trung bình ngày °C (°F)                           | 15.0 (59.0)                    | 16.9 (62.5)                    | 18.2 (64.8)                    | 19.8 (67.7)                    | 21.4 (70.6)                    | 23.8 (74.9)                    | 25.0 (77.0)                    | 24.8 (76.6)                    | 23.3 (74.0)                    | 20.1 (68.1)                    | 17.2 (63.0)                    | 15.4 (59.8)                    | 20.1 (68.2)                    |
| Lượng mưa trung bình mm (inches)                            | 17 (0.7)                       | 14 (0.6)                       | 15 (0.6)                       | 21 (0.8)                       | 5 (0.2)                        | 2 (0.1)                        | 19 (0.7)                       | 43 (1.7)                       | 34 (1.3)                       | 10 (0.4)                       | 13 (0.5)                       | 7 (0.3)                        | 200 (7.9)                      |
| Nguồn 1: Climate-Data.org, altitude: 756 mét hay 2.480 foot |                                |                                |                                |                                |                                |                                |                                |                                |                                |                                |                                |                                |                                |
| Nguồn 2: Levoyageur                                         |                                |                                |                                |                                |                                |                                |                                |                                |                                |                                |                                |                                |                                |

## Thành phố kết nghĩa
| Quốc gia   | Thành phố |
| ---------- | --------- |
| Thổ Nhĩ Kỳ | Bayburt   |
| Chile      | Vicuña    |